# Geografía de las Islas Cook

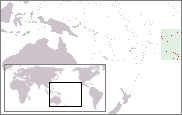
Localización geográfica de las IslasCook.

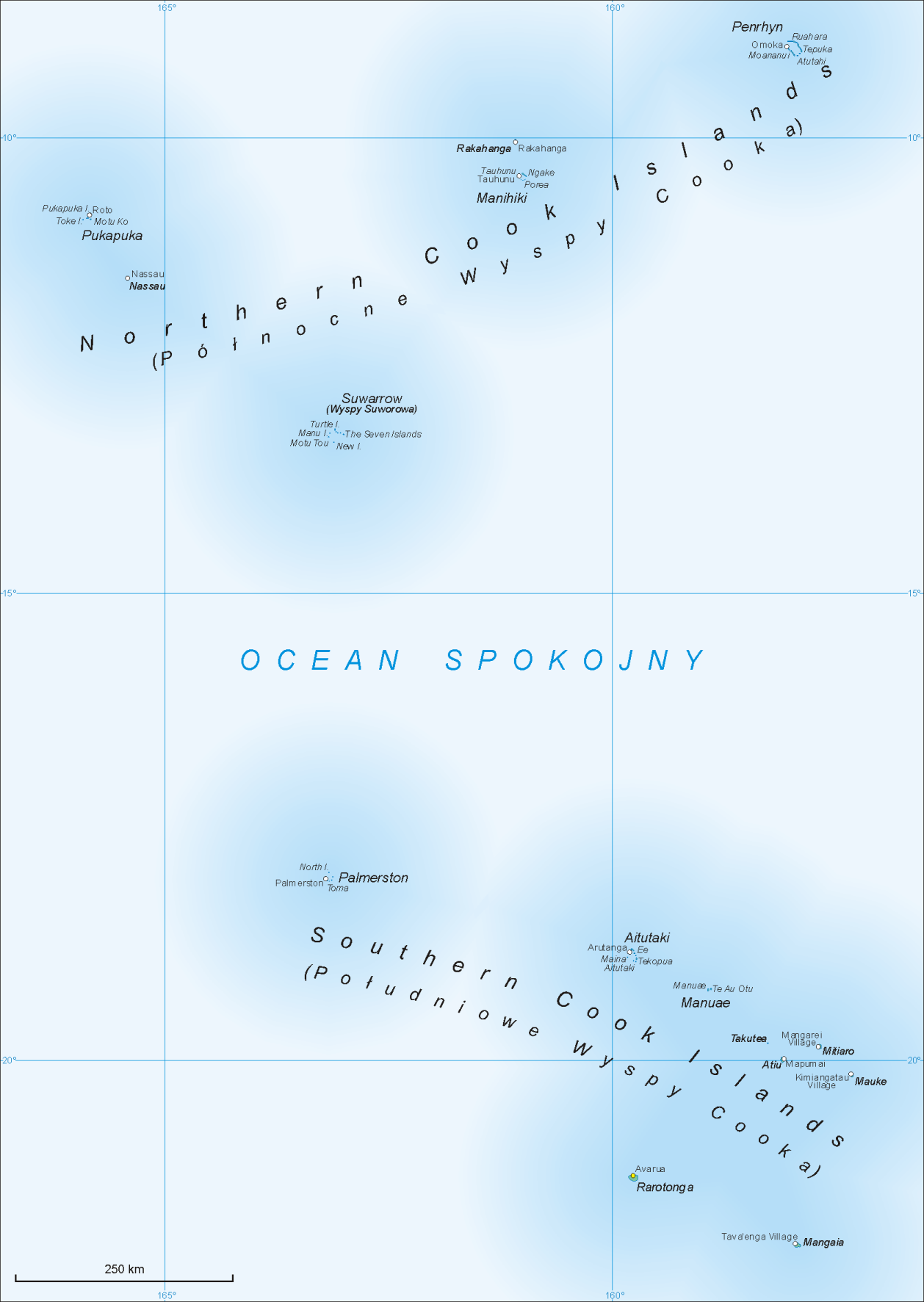
Las dos cadenas de las islas Cook.

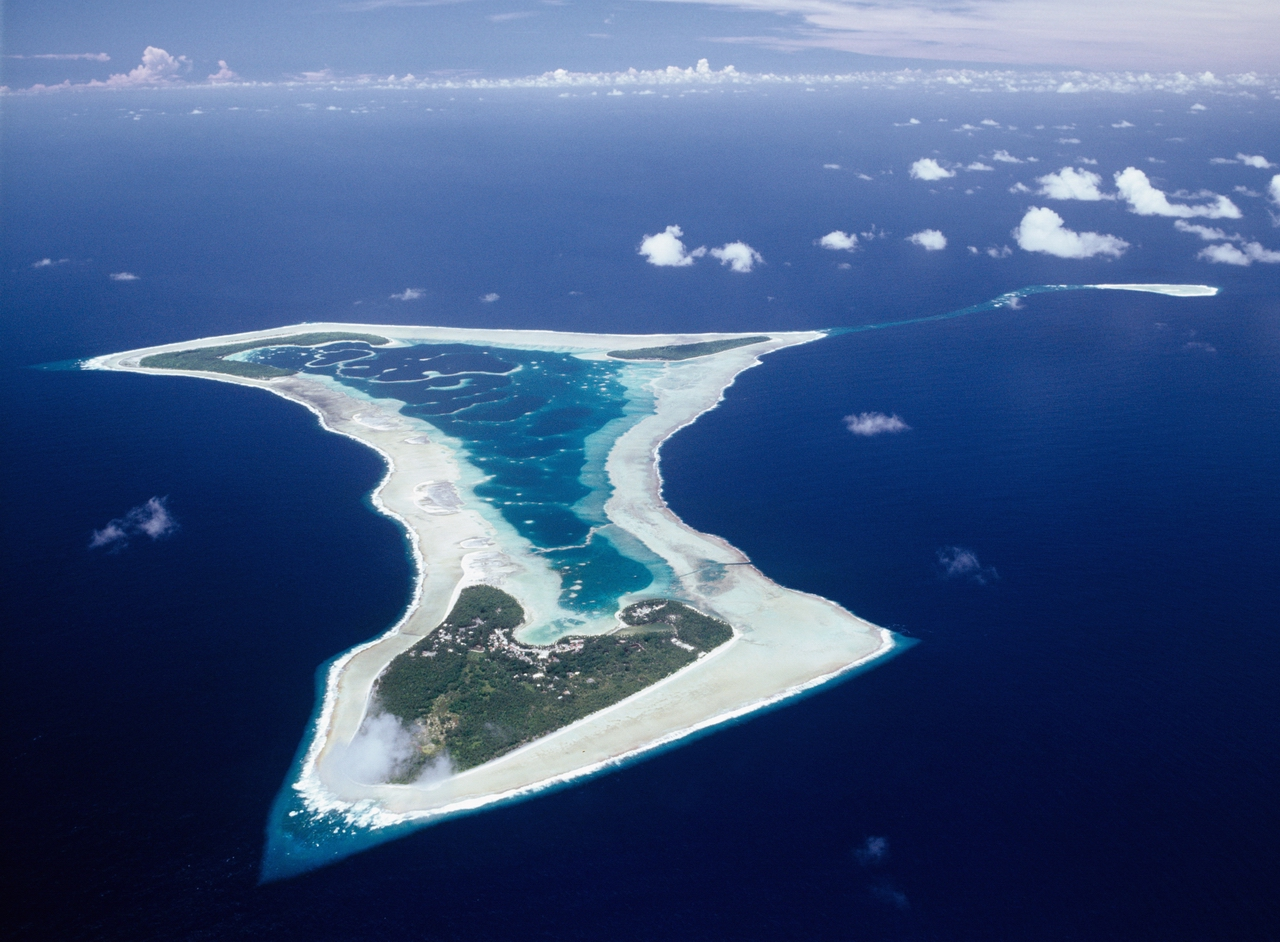
Atolón de Pukapuka, en las islas septentrionales

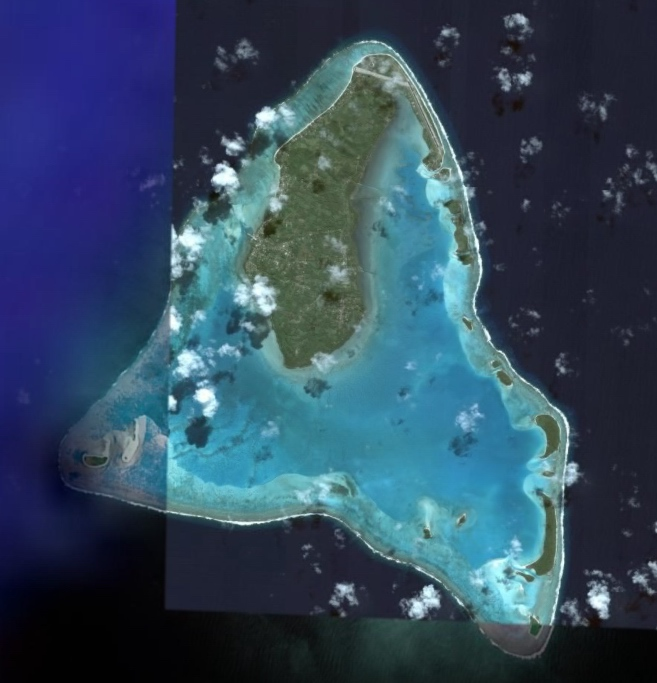
Aitutaki, en las islas meridionales

Las Islas Cook, entre los paralelos 9° y 23° de latitud sur, constan de 9 islas volcánicas montañosas al sur y numerosos atolones bajos al norte, que en conjunto tienen un área de 236 km². Se suelen dividir en dos grupos, las islas Cook meridionales y las islas Cook septentrionales, separadas por unos 500 km. El archipiélago se encuentra en Oceanía, en la mitad sur del océano Pacífico, a medio camino entre las islas Hawái y Nueva Zelanda. Las 15 islas mayores cubren un área oceánica de 2.200.000 km2.

## Las islas Cook Septentrionales
- Manihiki
- Nassau
- Penrhyn también llamada Tongareva o Mangarongaro
- Pukapuka
- Rakahanga
- Suwarrow

La cadena septentrional forma un triángulo invertido entre  Penrhyn, al nordeste, Pukapuka en el noroeste y Suwarrow en el sur, entre los paralelos 9o y 13o30' al sur del ecuador. El grupo de atolones tiene una superficie de 21 km2 y tenía una población de 1041 habitantes en 2016, el 6 por ciento de la población de las islas Cook. Como la parte sur de las islas, los atolones son el resultado de volcanes, pero estos son más antiguos y se han hundido.

## Las islas Cook Meridionales
- Aitutaki
- Atiu
- Mangaia
- Manuae
- Mauke
- Mitiaro
- Isla Palmerston
- Rarotonga (capital)
- Takutea

## Clima
El clima es tropical, con un periodo lluvioso de diciembre a marzo y un periodo relativamente seco de junio a septiembre, sin ser realmente una estación seca. Las lluvias son abundantes en todo el país, en la islas del norte las precipitaciones oscilan entre 1900 y 2800 mm, más abundantes cuanto más hacia el oeste. En las islas meridionales, las lluvias son de unos 2000 mm.
En Manihiki, al norte, las temperaturas apenas varían, con mínimas de 24 oC y máximas de 31 oC, y una media de 27,5 oC. Las lluvias, unos 2420 mm, varían entre los 115 litros de julio y los 330 litros de enero. El mar se mantiene a 28-29 oC.
En Avarua, al sur, las temperaturas oscilan entre los 22,6 oC de media de julio y los 26,4 oC de enero. Las lluvias, de 1910 mm, oscilan entre los 70 litros de julio y los 270 litros de febrero. El mar, más frío, oscila entre los 24 oC de agosto y los 27,5 oC de febrero.
De marzo a diciembre, las islas Cook están en el camino de los ciclones tropicales. Los más notables han sido los ciclones Ciclón Martin (1997) y Ciclón Percy.

## Vegetación y fauna

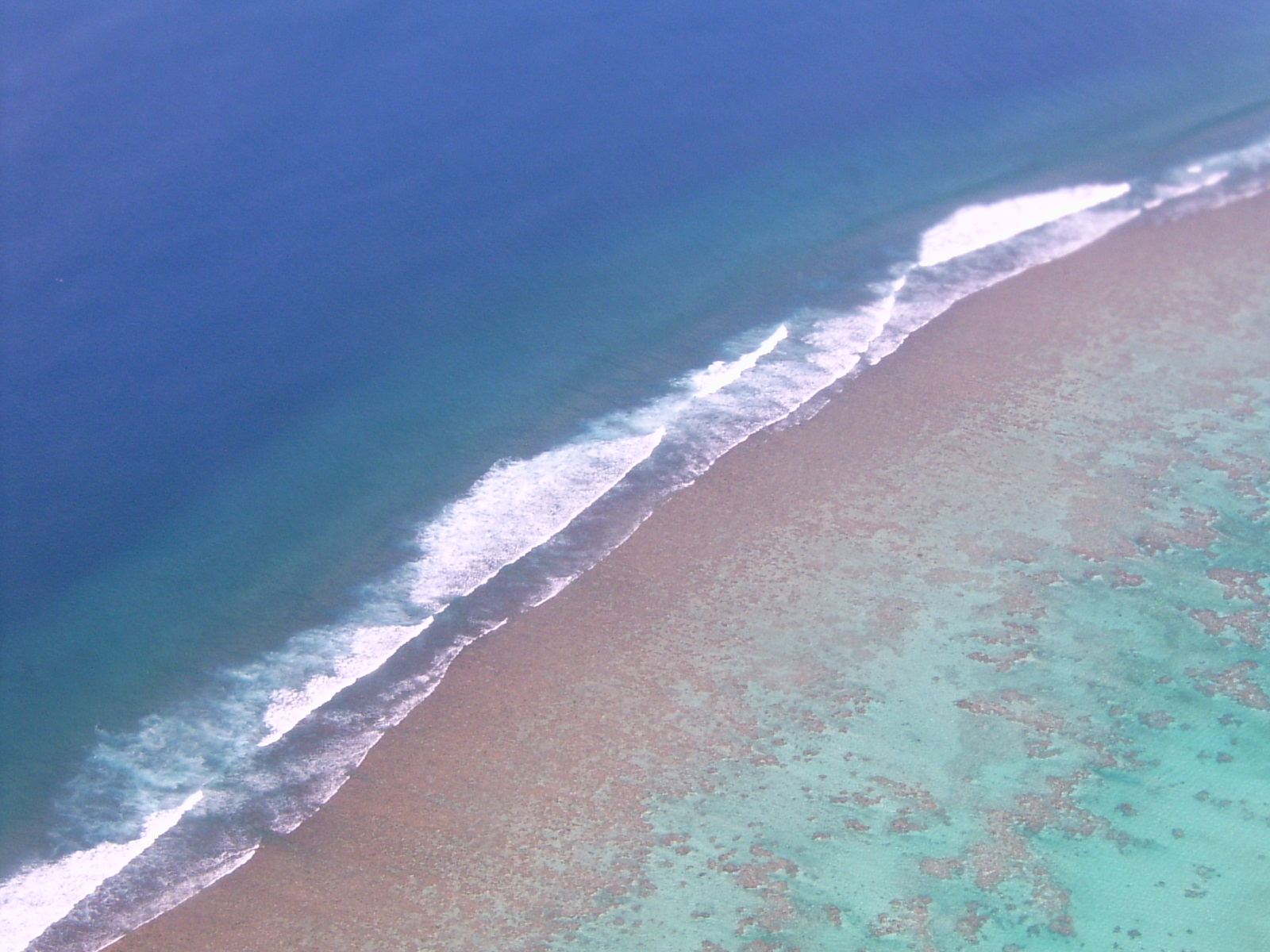
Arrecife en torno a Aititaki

Dentro del límite de las islas hay dos ecorregiones terrestres, el bosque húmedo tropical de Polinesia central y el bosque húmedo tropical de las Islas Cook. 
El bosque húmedo de Polinesia central es una pluvisilva tropical de atolón que cubre una región formada por atolones, islas bajas y corales arenosos rodeados de una laguna central. Las especies características son los árboles Pisonia grandis, Calophyllum inophyllum, Heliotropium foertherianum, Pandanus tectorius, Cordia subcordata y Guettarda speciosa, y los matorrales Morinda citrifolia, Scaevola taccada, Suriana maritima y Pemphis acidula. En las islas más bajas y secas hay la hierba Lepturus repens, las trepadoras Tribulus cistoides y Portulaca lutea, con áreas de matorrales de Heliotropium foertherianum, Pemphis acidula y Scaevola taccada. 
Entre las aves, destaca el carricero de Kiritimati, el único paseriforme y el lori de Rimatara.

## Áreas protegidas de las islas Cook

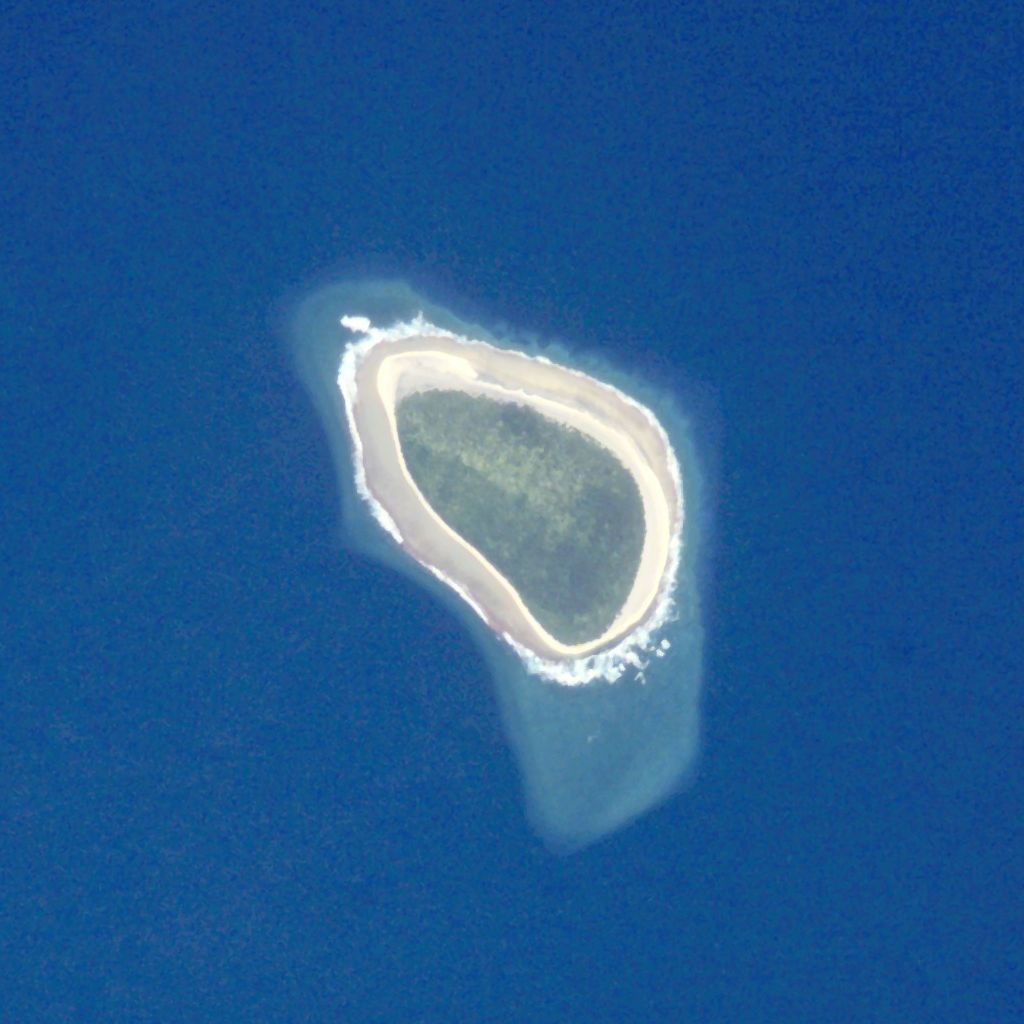
Isla de Takutea

Según la IUCN en las islas Cook hay tres áreas protegidas de muy distinto carácter. Está protegida un 25,15% de áreas terrestres, 65 km2 de un total de 258 km2, y el 100% de las áreas marinas que pertenecen al país, es decir 1,981,931 km2. Esta última es la zona protegida más grande del mundo, aunque es una zona protegida de múltiples usos.
- Marae Moana. Área marina protegida de 1,8 millones de km2. Creada en 2017, cuando el parlamento de las islas Cook crea la mayor área marina protegida de usos múltiples del mundo, abarcando la totalidad del área marina económica de las islas.[3] El parque incluye atolones, una isla volcánica, islas elevadas de piedra caliza y un cayo de arena. Es el hogar de 136 especies de coral, más de 600 especies de peces y 21 especies de cetáceos (ballenas y delfines). También alberga tres especies amenazadas de tortugas, así como algunas especies de atunes. Marae Moana también alberga cinco especies de tiburones de arrecife y once especies de tiburones pelágicos.[4]

- Parque nacional de Suwarrow, 1,6 km2. Es un pequeño atolón coralino de las islas Cook septentrionales localizado en aguas del océano Pacífico. Está situado a 1300 km al sur del ecuador y a unos 825 km al noroeste de la isla de Rarotonga, por la que es administrado. El atolón consiste en 22 islotes sobre un escollo de coral. El más grande, que ha sido habitado intermitentemente, es la isla Anchorage. La superficie total es de 0,4 km². En 1978 fue declarado parque nacional, el único en las islas Cook. Es un lugar destacado por las aves marinas y por los cangrejos de cocotero (birgus latro). Actualmente solo hay un habitante, el guardián del parque nacional.

- Reserva natural de Takutea, 1,2 km2. También santuario de la naturaleza, Takutea es una pequeña isla deshabitada a 21 km al noroeste de Atiu, en las Cook meridionales, con una extensión de 1,22 km2. La isla está rodeada por un estrecho arrecife de coral, aunque está catalogada como un cayo arenoso. Tiene una circunferencia de 6 km. En 2007, los líderes tradicionales de Atiu y los fideicomisarios de Takutea firmaron un acuerdo con una organización sin fines de lucro para establecer un santuario de vida silvestre en Takutea de 297 acres (1,2 km2) que abarca la totalidad de la isla.[5]

## Datos
Coordenadas geográficas
21°14′S 159°46′O / -21.233, -159.767
Continente
Oceanía
Área
- Total: 240 km²
- Tierra: 240 km²
- Agua: 0 km²

Área - comparativa
1.3 veces el tamaño de Washington D. C.
Fronteras terrestres
0 km
Línea de costa
120 km
Reivindicaciones marítimas
- Plataforma continental: 200 millas náuticas
- Área económica exclusiva: 200 millas náuticas
- Mar territorial: 12 millas náuticas

Clima
Tropical; moderado por vientos
Terreno
Atolones coralinos de poca elevación en el norte; Islas volcánicas en el sur
Extremos de elevación
- Punto más bajo: Océano Pacífico 0 m
- Punto más elevado: Te Manga 652 m

Recursos naturales
Escasos
Uso de la tierra
- Arable: 9%
- Cultivos permanentes: 13%
- Pastos: 0%
- Bosques: 0%
- Otros: 78% (1993 est.)

Tierra irrigada
NA km²
Riesgos
Tifones (de noviembre a marzo)
Medio ambiente- acuerdos internacionales
- Parte de: Biodiversidad, Cambio climático, Desertificación, Ley del Mar
- Firmados, per sin ratificar: Protocolo de Kioto